# Veronika Dorosjeva
Veronika Igorjevna Martirosjan (Russisch: Вероника Игоревна Мартиросян; geboortenaam: Дорошева; Dorosjeva) (Moskou, 4 maart 1991) is een Russisch basketbalspeelster die uitkomt voor Spartak Noginsk. Ze is Meester in de sport van Rusland, Internationale Klasse.

## Carrière
Dorosjeva begon haar carrière in 2009 bij Dinamo Moskou. Met deze club won ze in het seizoen 2012/13 de finale van de EuroCup Women. Ze wonnen van Kayseri Kaski SK uit Turkije. De eerste wedstrijd wonnen ze met 66-61 en de tweede wedstrijd verloren ze met 70-74. Toch was dat genoeg voor de eindoverwinning. In de strijd om de FIBA Europe SuperCup Women 2013, verloor Dinamo van UMMC Jekaterinenburg uit Rusland met 63-72. In 2014 stond Dorosjeva weer in de finale van de EuroCup Women. Nu wonnen ze van Dinamo Koersk uit Rusland. De eerste wedstrijd wonnen ze met 97-65 en verloren ze de tweede wedstrijd met 61-85. In 2016 stapte Dorosjeva over naar Dinamo Koersk. Met die club won Dorosjeva de EuroLeague Women in 2017 door in de finale Fenerbahçe uit Turkije met 77-63 te verslaan. Ook werd ze tweede om het Landskampioenschap van Rusland. In 2017 ging ze naar Dinamo Novosibirsk. In 2018 verhuisde ze naar Jenisej Krasnojarsk. Na één seizoen stapte ze in 2019 over naar Spartak Noginsk.

## Erelijst
- Landskampioen Rusland:
  - Tweede: 2017
- Bekerwinnaar Rusland:
  - Runner-up: 2017
- EuroLeague Women: 1
  - Winnaar: 2017
- EuroCup Women: 2
  - Winnaar: 2013, 2014
- FIBA Europe SuperCup Women:
  - Runner-up: 2013